# Nincsen gond
A Nincsen gond egy Alee által előadott dal, amely az X-Faktor tizedik évadában, 2021. november 6-án hangzott el nagyközönség előtt először. Akkor még Leszarom volt a címe. A dal videóklipje 2021. november 7-én felkerült a YouTube-ra, és 2022. februárig 11 milliós megtekintést ért el. A dal vezette a Mahasz Stream Top 40 slágerlistáját 2021. 46. és 47. hetén.